# Una vita fa
Una vita fa è un singolo del rapper italiano Geolier, pubblicato il 7 giugno 2024 come quarto estratto dal terzo album in studio Dio lo sa.

## Descrizione
Il singolo prevede la collaborazione del rapper italiano Shiva, dopo aver collaborato in brani come Un altro show ed Everyday. Esso è stato scritto dai due artisti insieme a Mace e Shune, che ne sono inoltre i produttori.
La canzone tratta di un amore di lunga data che provoca dolore e della ricerca di un senso di pace e di felicità. Difatti quando i due innamorati stanno insieme si trovano in difficoltà e tentazioni costanti, pertanto prendono la consapevolezza che, nonostante gli sforzi, il loro rapporto non va perché uno dei due vuole sempre di più.
Musicalmente il brano è ritmato e presenta una coda funk. Esso è composto con un tempo andante di 86 battiti per minuto e in tonalità di Do diesis minore.

## Tracce
Testi di Andrea Arrigoni, Simone Benussi, Luca Ghiazzi, Emanuele Palumbo, musiche di Simone Benussi, Luca Ghiazzi.
1. Una vita fa (feat. Shiva) – 2:51

## Classifiche
| Classifica (2024) | Posizione massima |
| ----------------- | ----------------- |
| Italia            | 23                |